# Chapelle Saint-Sébastien de Piriac-sur-Mer
Pour les articles homonymes, voir Chapelle Saint-Sébastien.
La chapelle Saint-Sébastien est un lieu de culte catholique situé  sur la commune de Piriac-sur-Mer, dans le département français de la Loire-Atlantique.

## Présentation
La chapelle se situe dans le village de Saint-Sébastien, appartenant à la commune de Piriac-sur-Mer. Elle est fondée et dotée en 1543 par Pierre Le Couaillon. Elle est dédiée à saint Sébastien, qui protégeait de la peste et des épidémies.

### Histoire
La fondation du village de Saint-Sébastien remonte au XIIIe ou XIVe siècle. Il est à l'origine une extension et dépendance de l'important village voisin de Kéroudigué, fondé par les religieux de l'abbaye Saint-Sauveur de Redon pour y loger leurs métayers.
Jusqu'à la Révolution française, un chapelain réside dans le village, dans une maison qui porte le nom de « Vielle Cure ». Les archives donnent le nom de trois de ces chapelains successifs : Messire Lenormand, mort en 1709, Messire Henry Lorans, mort en 1720 et Messire Le Daudec, mort en 1767, à l'âge de 75 ans après plus de quarante ans de ministère.
La chapelle appartient aux habitants de Saint-Sébastien jusqu'en 1905, date à laquelle sa propriété est transférée à la commune de Piriac, en application de la loi de séparation des Églises et de l'État. Les archives attestent de travaux de réparation réalisés jusqu'en 1817 par les villageois. Au moment du rétablissement du culte catholique, les frairiens de Saint-Sébastien font une forte dépense pour réparer la toiture entièrement délabrée.
En 1841, les habitants s'opposent à l'unanimité, avec le conseil de fabrique et la majorité du conseil municipal, à la démolition de leur chapelle, demandée par M. Aiguilié, sous-préfet de Savenay, en raison du tracé de la nouvelle route reliant Guérande à Piriac. C'est la route qui est finalement déviée. Si la chapelle est maintenue, elle est cependant raccourcie du côté du bourg et un contrefort est supprimé du côté opposé, le long de la route. Ces mutilations fragilisent le bâtiment. En 1936, la commune de Piriac, dont le maire est Henry Quilgars, aidée par les subventions du député H. de Montaigu, du conseiller général R. de Lapeyrouse, et une large participation de la paroisse, réalise d'importants travaux de réparation et consolidation.

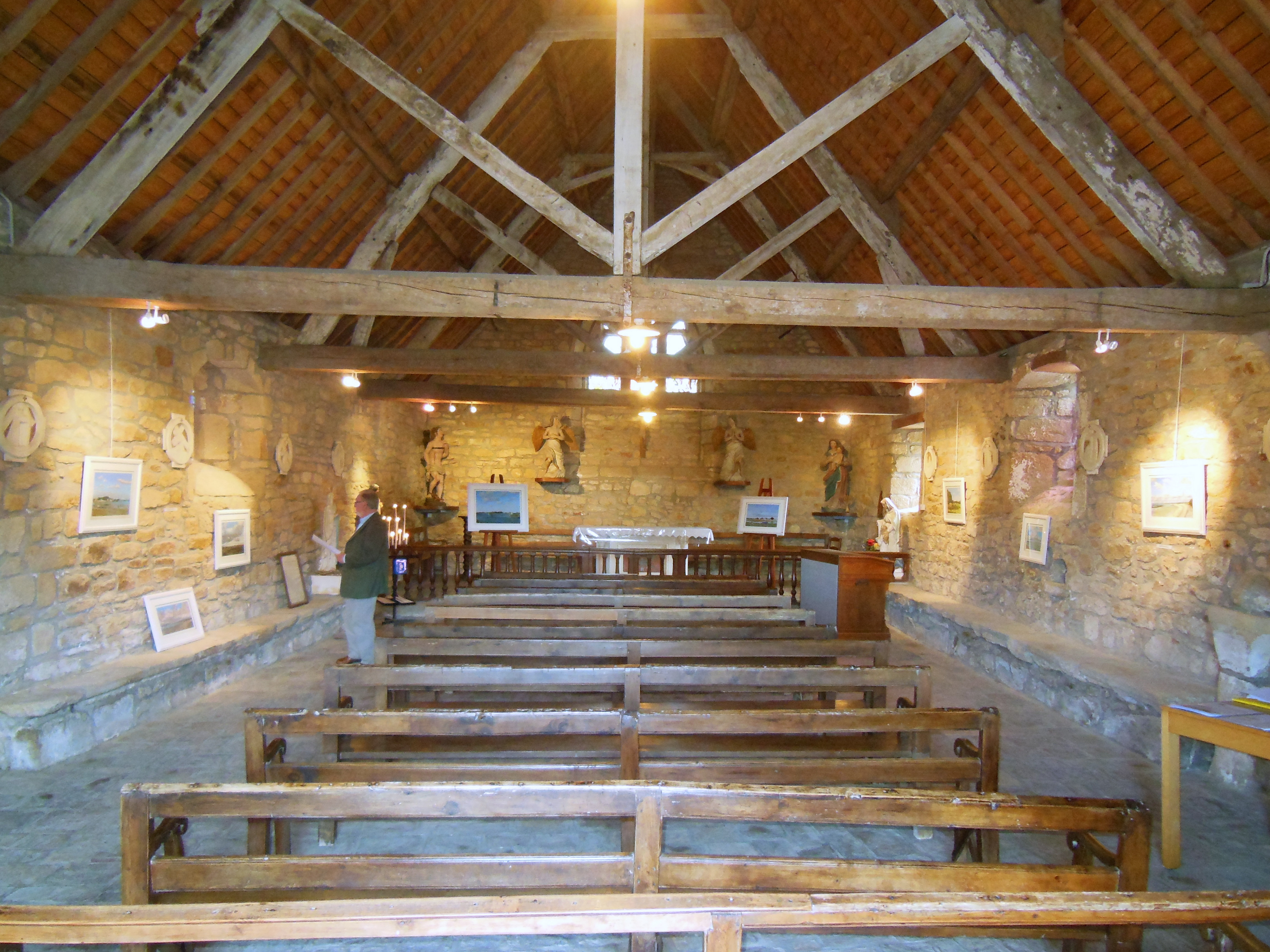
Nef, vue d'ensemble.
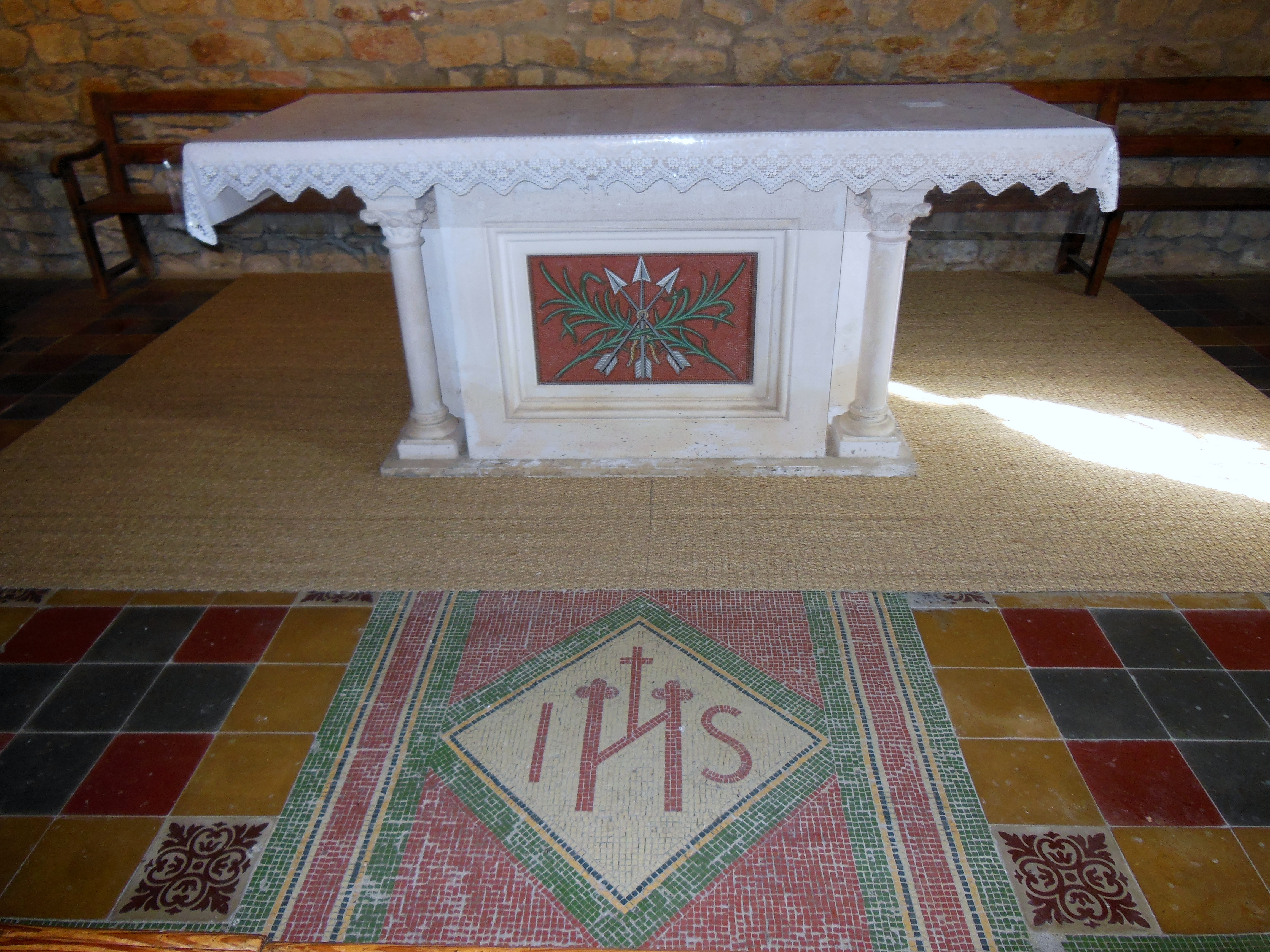
Autel et dallage en mosaïque.
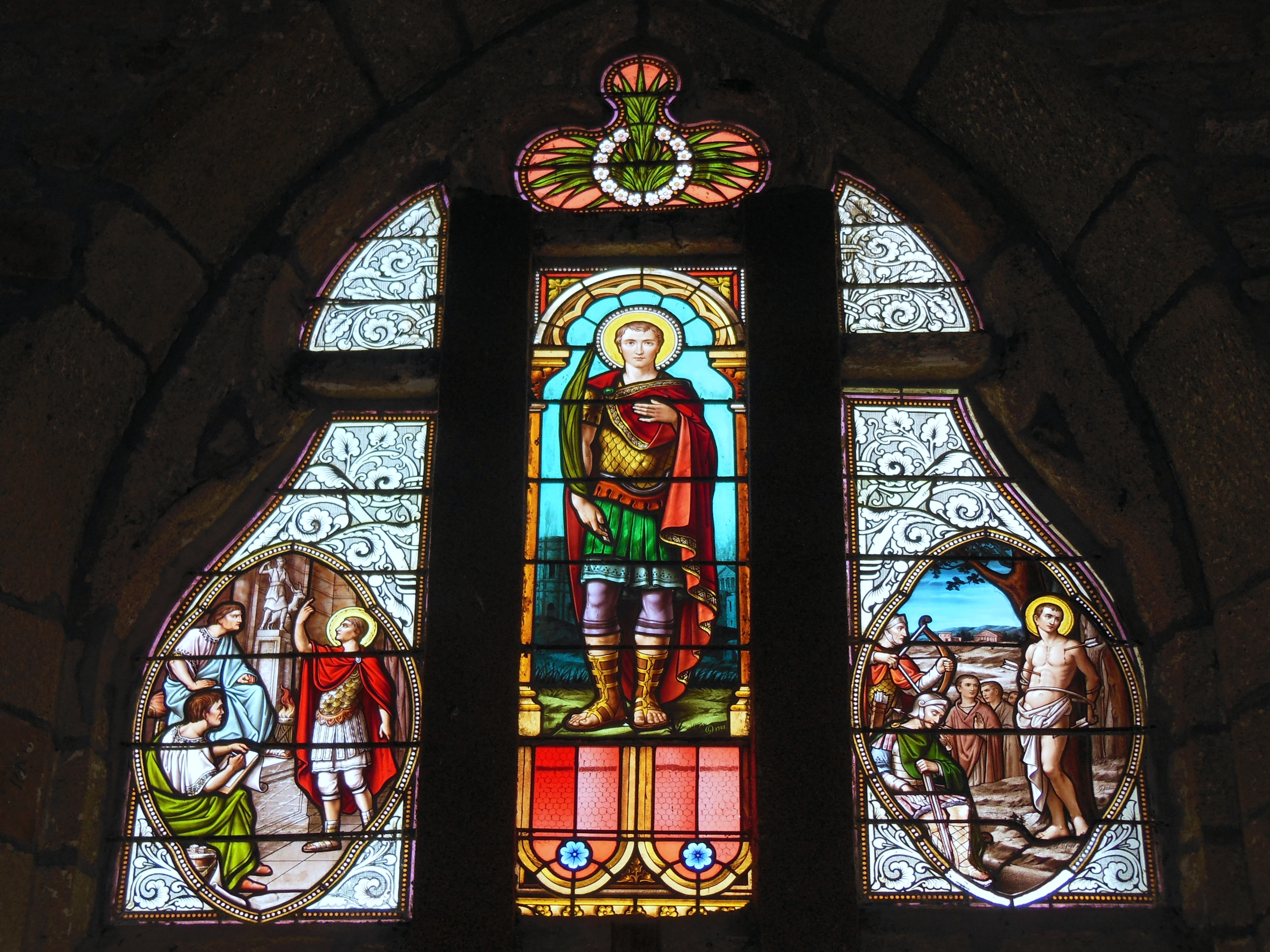
Vitrail de saint Sébastien.

### Décoration
À l'intérieur se trouvent une statue en pierre de la Vierge à l'Enfant du XVIIIe siècle, une statue en bois polychrome qui daterait du XVIIe siècle représentant saint Sébastien, à qui la chapelle est dédiée, deux statues en bois d'anges adorateurs datant du XVIIIe siècle qui proviendraient de l'église de Piriac, un Christ en croix au-dessus de la porte Est, l'autel, le dallage en mosaïque de style néo-byzantin du chœur et le vitrail de saint Sébastien sont mis en place en 1904. Le chemin de croix date de 1937.

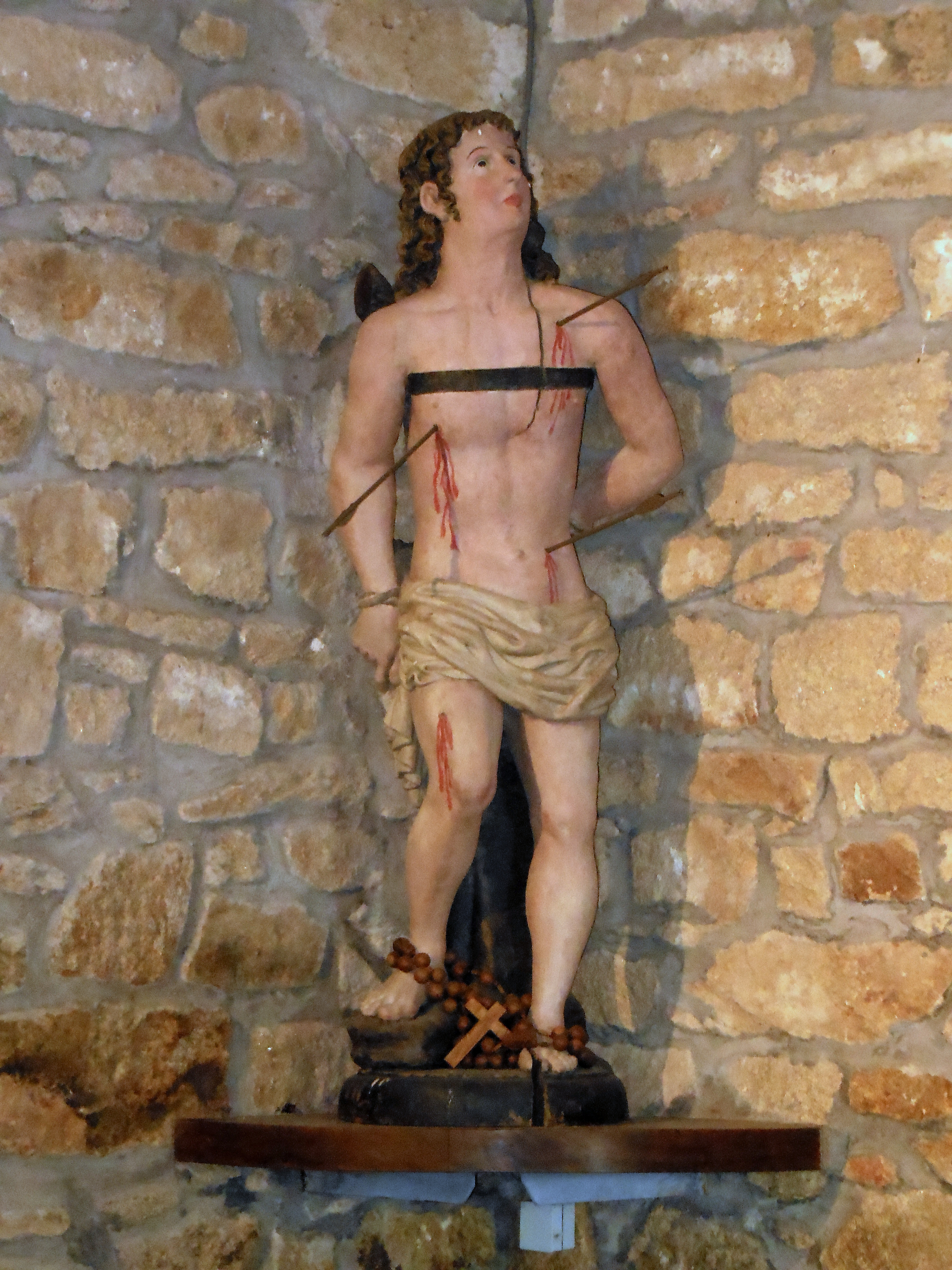
Statue de saint Sébastien.
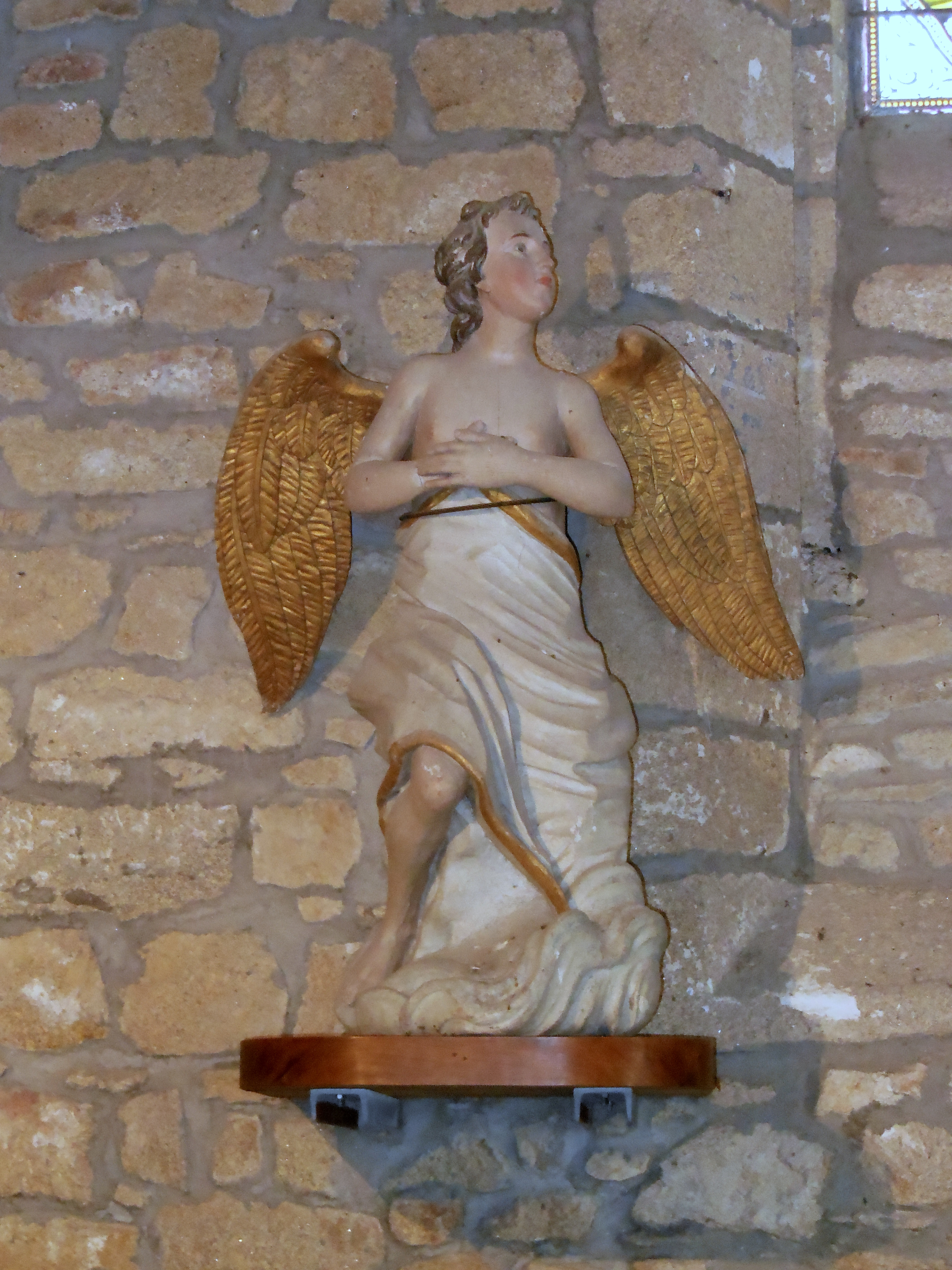
Statue d'un ange adorateur.
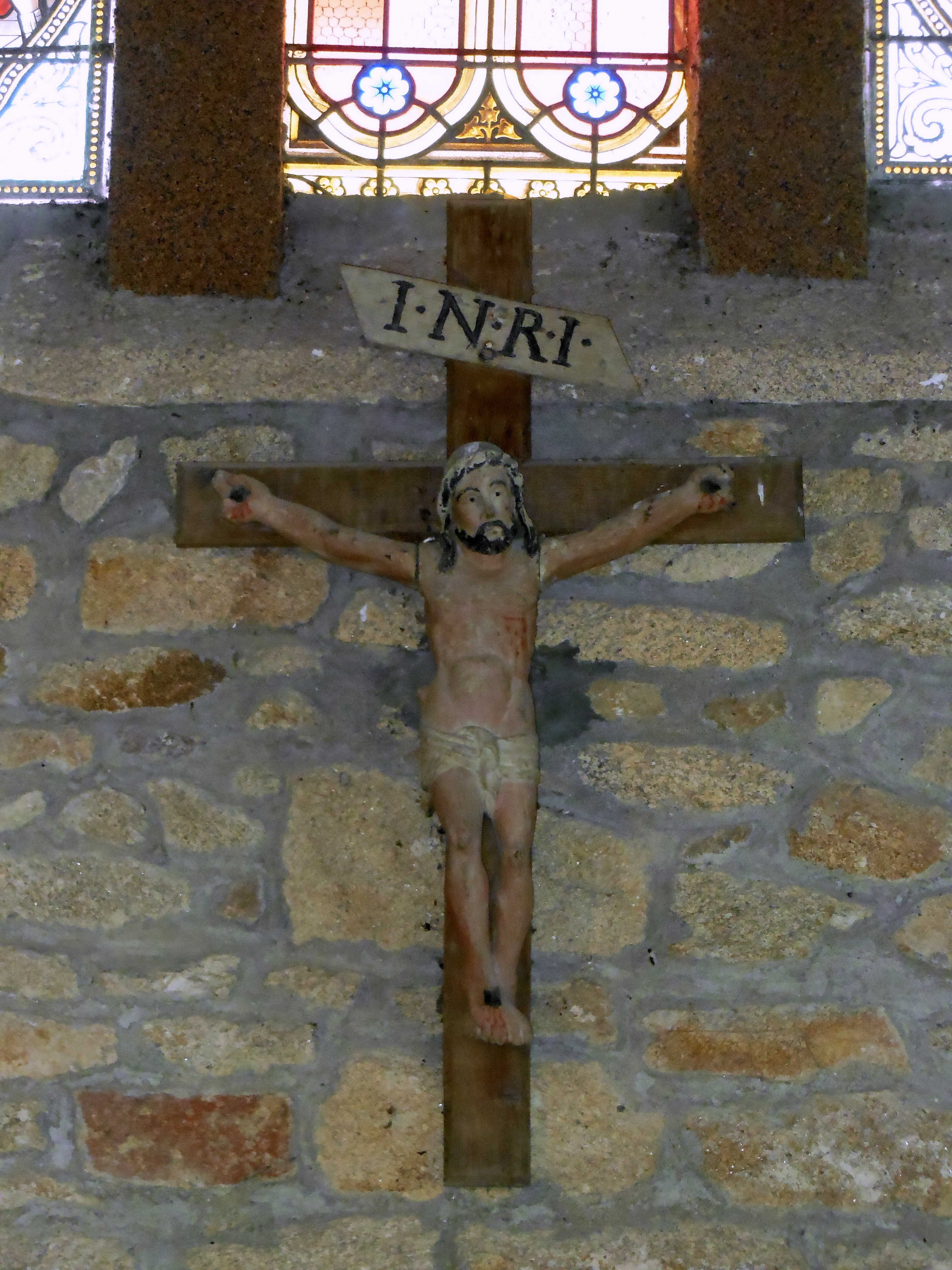
Statue du Christ en croix.
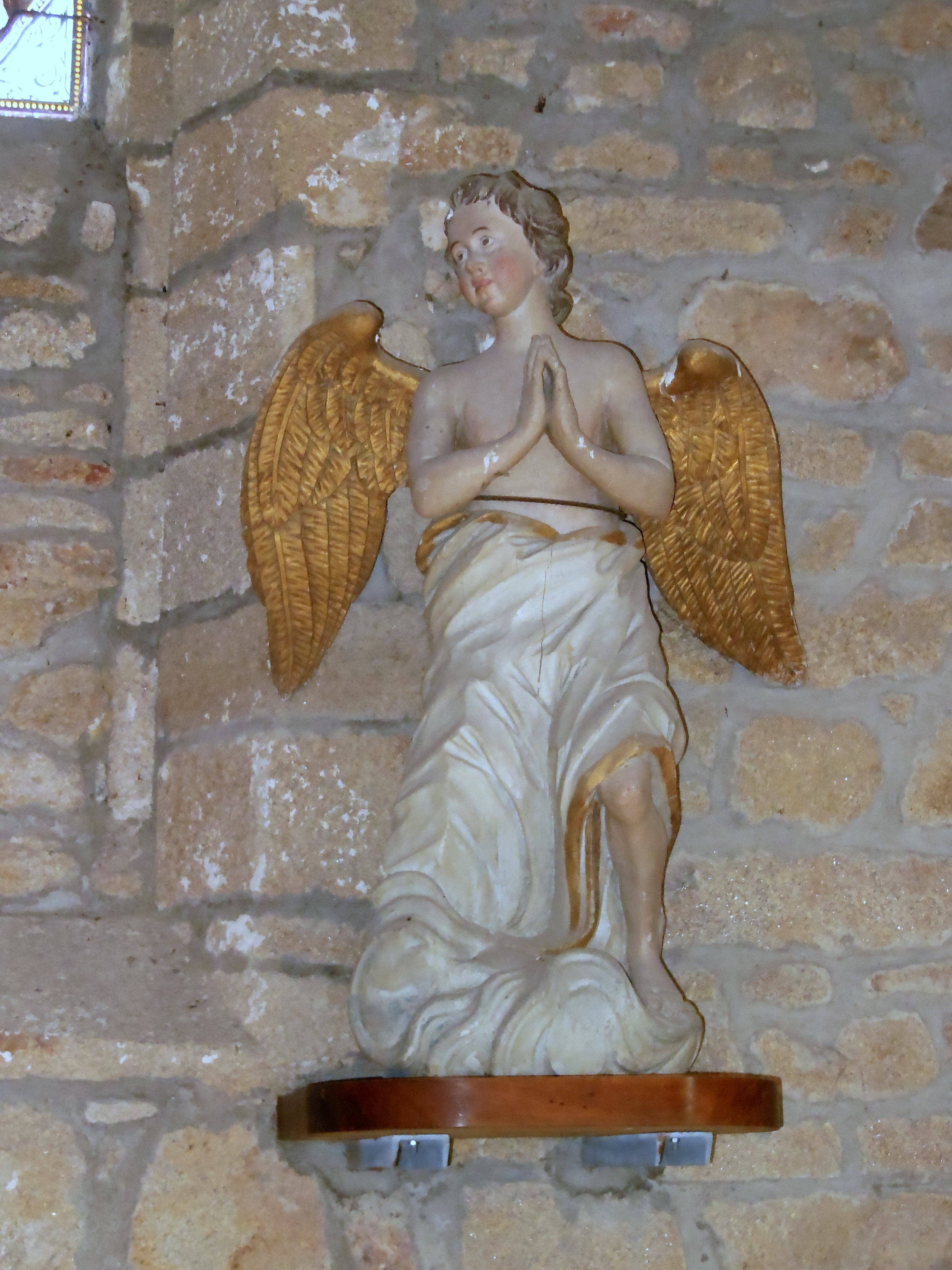
Statue de l'autre ange adorateur.
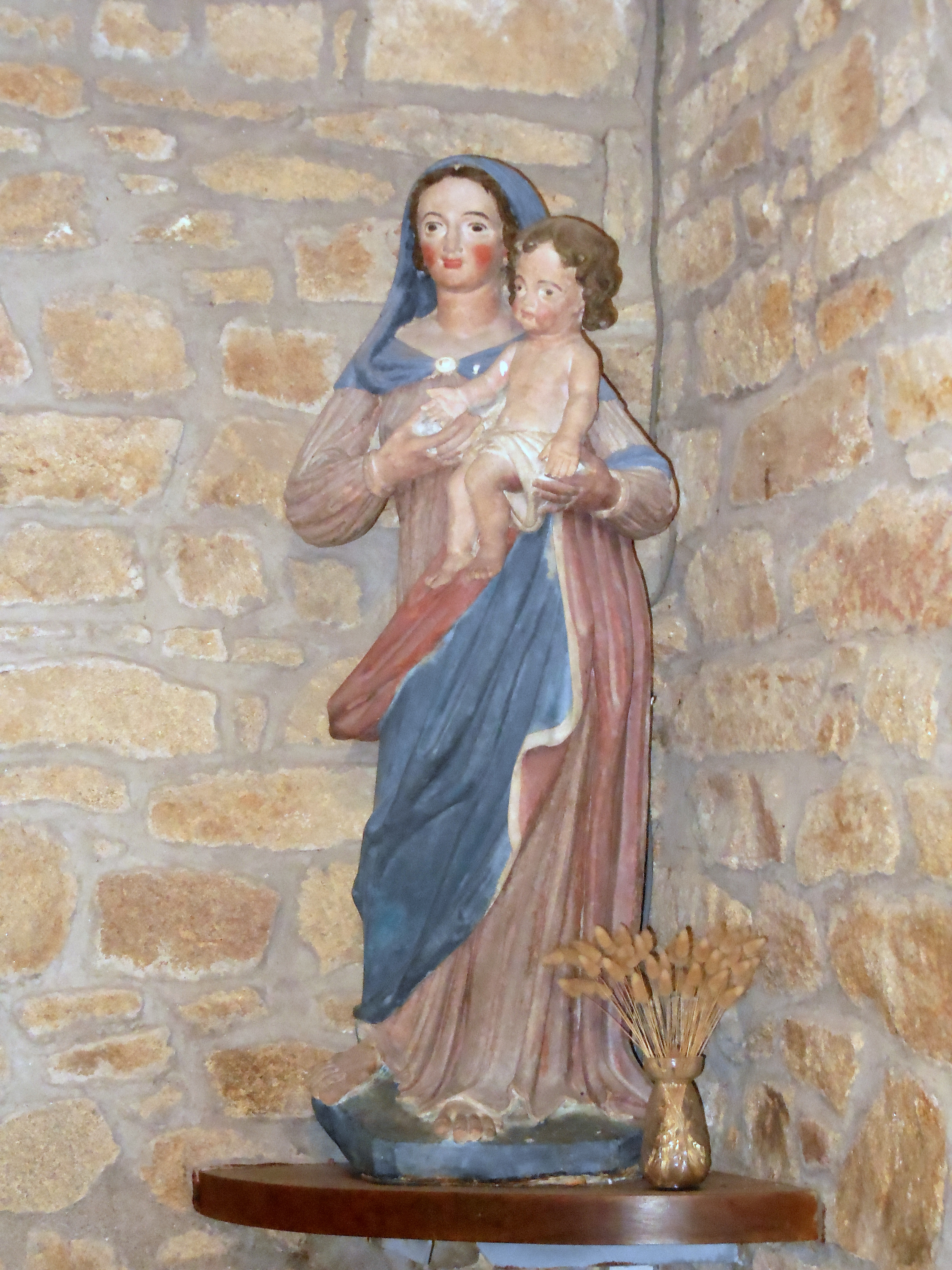
Statue de la Vierge à l'Enfant.